# Para (district)
Para is een district van Suriname, met 24700 inwoners (2012) en een oppervlakte van 5393 km². De naam is ontleend aan de rivier Para. De hoofdplaats van Para is Onverwacht.

## Geschiedenis

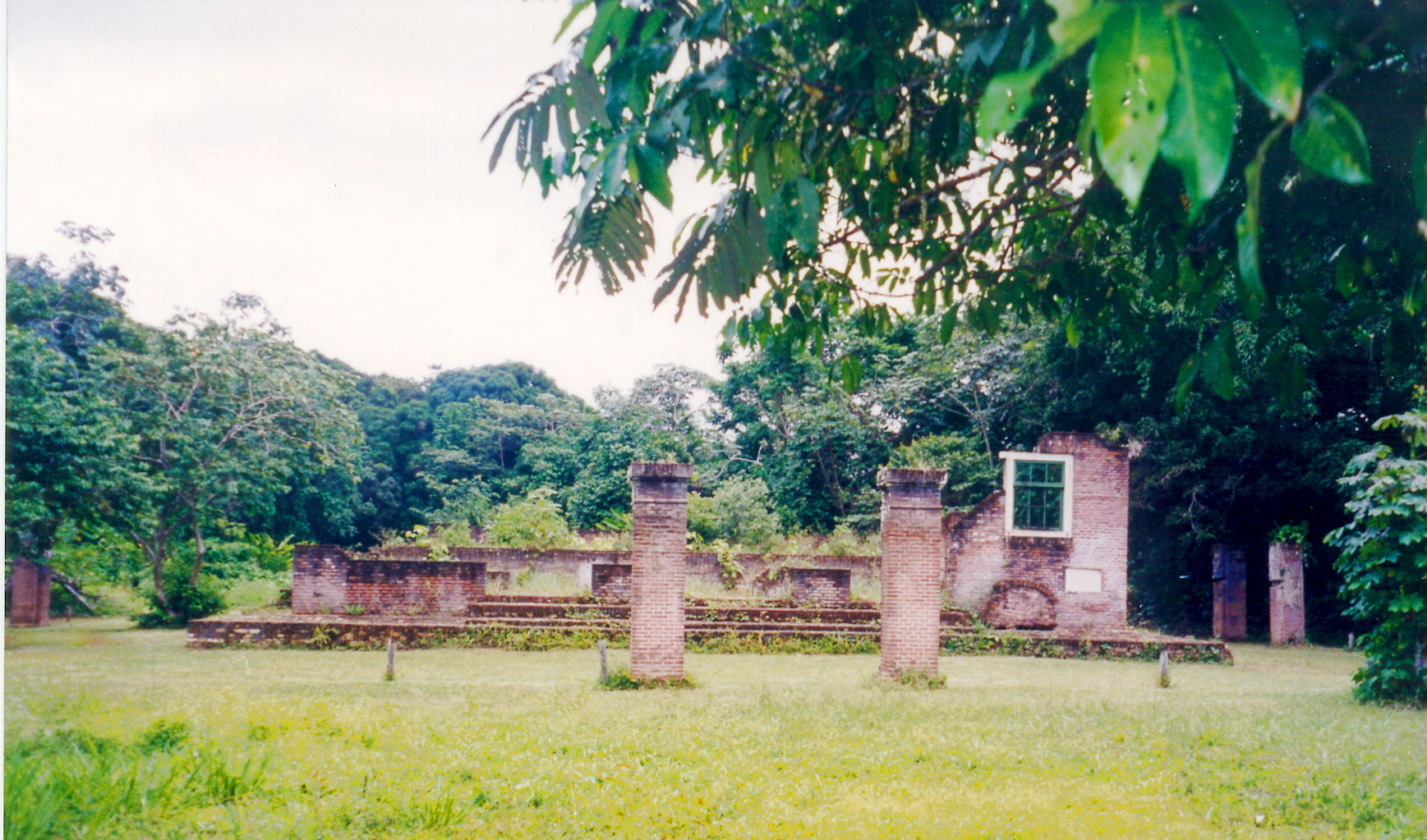
Ruïnes van Jodensavanne

In de zeventiende eeuw vestigden de eerste, veelal joodse, plantagehouders zich in het gebied. Hun voormalige nederzetting, die in 1832 definitief werd verlaten na een grote brand, staat bekend als Jodensavanne en staat sinds 2023 op de Werelderfgoedlijst UNESCO Werelderfgoed. 

## Geografie

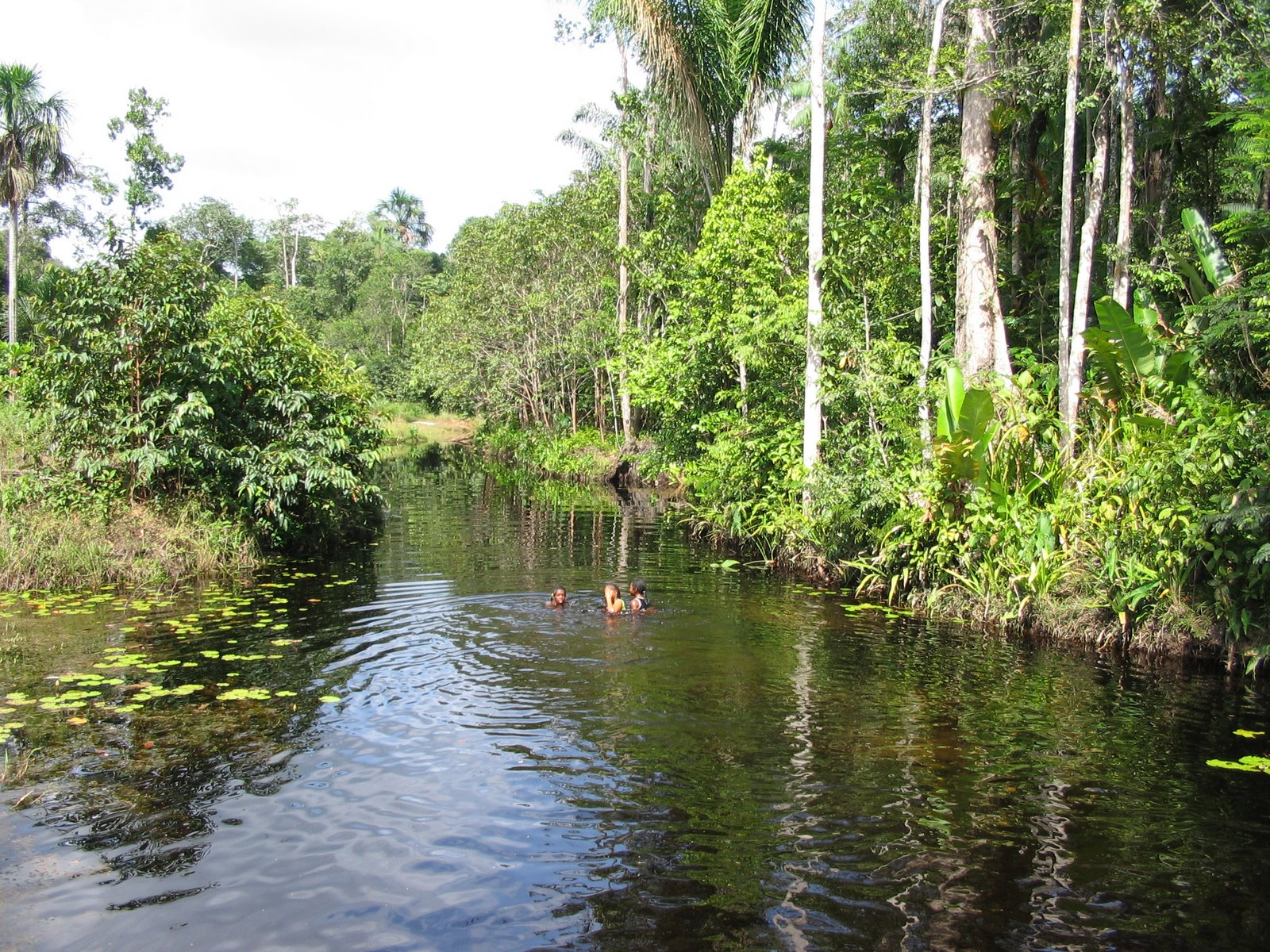
Het zwarte water van recreatiegebied Colakreek.

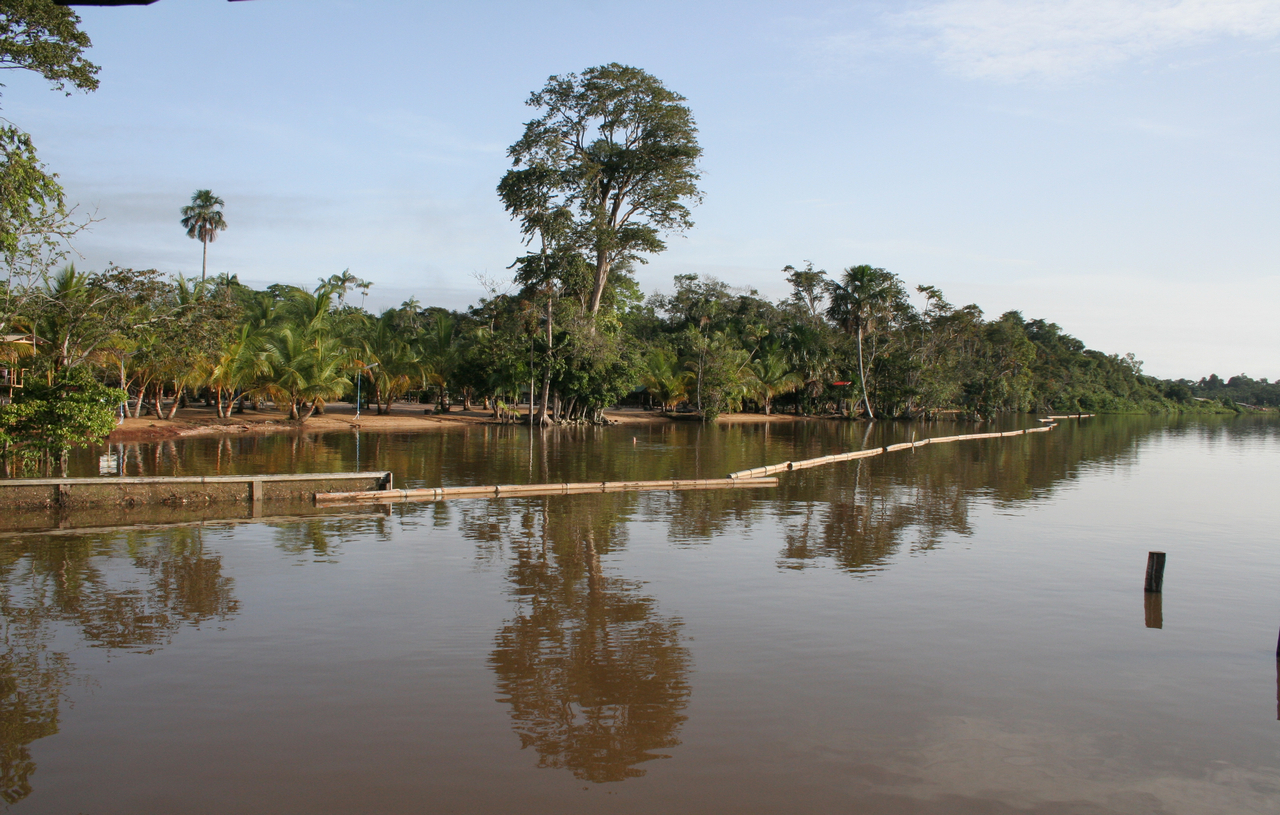
Het resort Overbridge aan de Surinamerivier.

Para is een langgerekt district in oost-westrichting, circa 30 tot 100 kilometer uit de kust gelegen. Het grootste deel van de oppervlakte bestaat uit regenwoud en zwampen. Het centrale gedeelte van het district dat ook het meest noordelijk is gelegen, start iets ten zuiden van Paramaribo en het district Wanica. Dit gedeelte is het dichtst bewoond en vormt het best toegankelijke gedeelte van het binnenland van Suriname. 
In Para zijn verschillende recreatieve plaatsen gelegen, die vooral door dagrecreanten en toeristen uit Paramaribo worden bezocht. Voorbeelden zijn Colakreek, Bersaba en Overbridge River Resort.
Het hoogste punt binnen dit district is de top van de Goliathberg, die op 358 m hoogte ligt.

## Economie
Tegenwoordig is Para het bauxietmijn- en bosbouwgebied van Suriname. Ook ligt de luchthaven Zanderij binnen dit district. 

## Bevolking
Volgens de volkstelling van 2012 telt het district Para 24.700 inwoners, een stijging vergeleken met 18.958 inwoners in 2004. De bevolking van het district Para is, net als elders in Suriname, erg heterogeen. marrons, inheemsen en mensen van gemengde afkomst vormen ieder ongeveer een vijfde deel van de bevolking, gevolgd door significante aantallen  Creolen,  Javanen en Hindoestanen. 
| Bevolkingsgroep  | Aantal | %       |
| ---------------- | ------ | ------- |
| Gemengde afkomst | 5.149  | 20,85%  |
| Marrons          | 5.210  | 21,09%  |
| Inheemsen        | 5.134  | 20,79%  |
| Creolen          | 3.790  | 15,34%  |
| Javanen          | 3.119  | 12,63%  |
| Hindoestanen     | 1.601  | 6,48%   |
| Weet niet        | 209    | 0,85%   |
| Chinezen         | 152    | 0,62%   |
| Afro-Surinamers  | 145    | 0,59%   |
| Overig           | 112    | 0,45%   |
| Europees/blank   | 65     | 0,26%   |
| Geen antwoord    | 14     | 0,06%   |
| Totaal           | 24.700 | 100,00% |

## Plaatsen

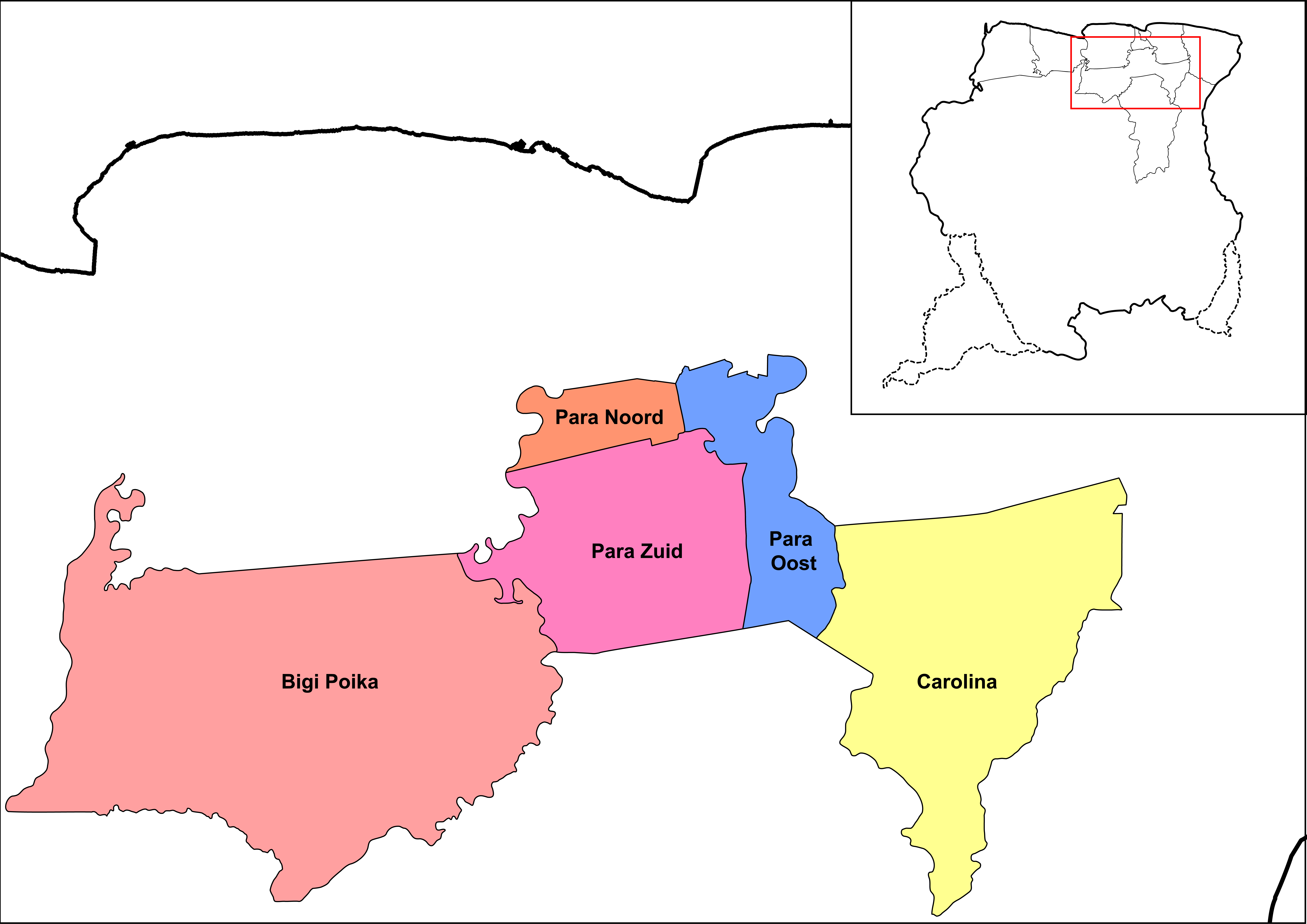
Ressorten van Para
Bigi Poika (zalmroze)
Carolina (geel)
Noord-Para (oranje)
Oost-Para (blauw)
Zuid-Para (magenta)

Para is onderverdeeld in vijf ressorten:
- Bigi Poika
- Carolina
- Noord-Para
- Oost-Para
- Zuid-Para

Bekende plaatsen zijn Berlijn, Onverdacht, Onverwacht, Republiek en Zanderij. Een deel van Onverdacht wordt ook wel Billiton genoemd naar de multinational die daar gevestigd was en daar zijn stafdorp had. De vele zoetwaterkreken maken het district aantrekkelijk voor toeristen.
Inheemse dorpen in dit district zijn: Bernharddorp, Bigi Poika, Cabendadorp, Cassipora, Hollandse Kamp, Matta, Philipusdorp (Klein-Powakka), Pierrekondre, Pikin Saron, Powakka, Redidoti, Tibitibrug en Witsanti. De inheemse Surinamers behoren tot de Karaïben (Kali'na) en de Arowakken (Lokono). In de dorpen was boskap, jacht en/of visserij belangrijk en wordt in de 21e eeuw ook ananas geteeld.

## Districtscommissarissen
Hieronder volgt een incomplete lijst van districtscommissarissen die het district hebben bestuurd:
| Districtscommissaris | van    | tot    | opmerking                                     |
| -------------------- | ------ | ------ | --------------------------------------------- |
| Rudi Vyent           | 1991   | ≤ 1996 |                                               |
| Roline Samsoedien    | 1997   | ?      |                                               |
| Erwin Demon          | 2003   | 2006   |                                               |
| Hugo Pinas           | ≤ 2007 | 2011   |                                               |
| Jerry Miranda        | 2011   | 2014   |                                               |
| Mohamed Kasto        | 2014   | 2015   |                                               |
| John de la Fuente    | 2015   | 2016   |                                               |
| Freddy Daniël        | 2016   | 2016   |                                               |
| Armand Jurel         | 2016   | 2020   | 6 weken vervangen door Ajaikoemar Kali (2017) |
| Marlène Joden        | 2020   | heden  |                                               |

## Geboren in Para
- Lloyd van Dams (1972-2021), thaibokser en K1-vechter
- Fred Derby (1940-2001), politicus